# Baao-See
Der Baao-See ist ein Binnensee in der Provinz Camarines Sur in der Region Bicol auf der philippinischen Insel Luzon. Der See liegt westlich des Vulkans Iriga, die gleichnamige Gemeinde Baao liegt ca. 4,8 km östlich des Sees.
Der See umfasst eine Fläche von 1,77 km² und gehört zum Wassereinzugsgebiet des Bicol-Flusses. Wichtige kommerziell genutzte Fischarten sind der Schlangenkopffisch Channa striata, die Buntbarscharten Oreochromis mossambicus und Oreochromis niloticus und Raubwelse (Clarias sp.).  